# ماوريسيو سرش
ماوريسيو سرش (مواليد 1 مارس 1978)، هو لاعب كرة قدم كان يلعب كمهاجم.

## وصلات خارجية
- ماوريسيو سرش على موقع رابطة كرة القدم اليابانية للمحترفين (اليابانية)
- ماوريسيو سرش على موقع قاعدة بيانات كرة القدم.إي يو (الإنجليزية)
- ماوريسيو سرش على موقع Soccerway.com (الإنجليزية)
- ماوريسيو سرش على موقع عالم كرة القدم.نت (الإنجليزية)